# 保罗·拉德米洛维奇
保罗·拉德米洛维奇（英語：Paul Radmilovic，1886年3月5日—1968年9月29日），英国男子游泳、水球运动员。他曾代表英国参加1908年、1912年、1920年、1924年和1928年夏季奥林匹克运动会，获得四枚金牌。